# بومی‌های برزیل

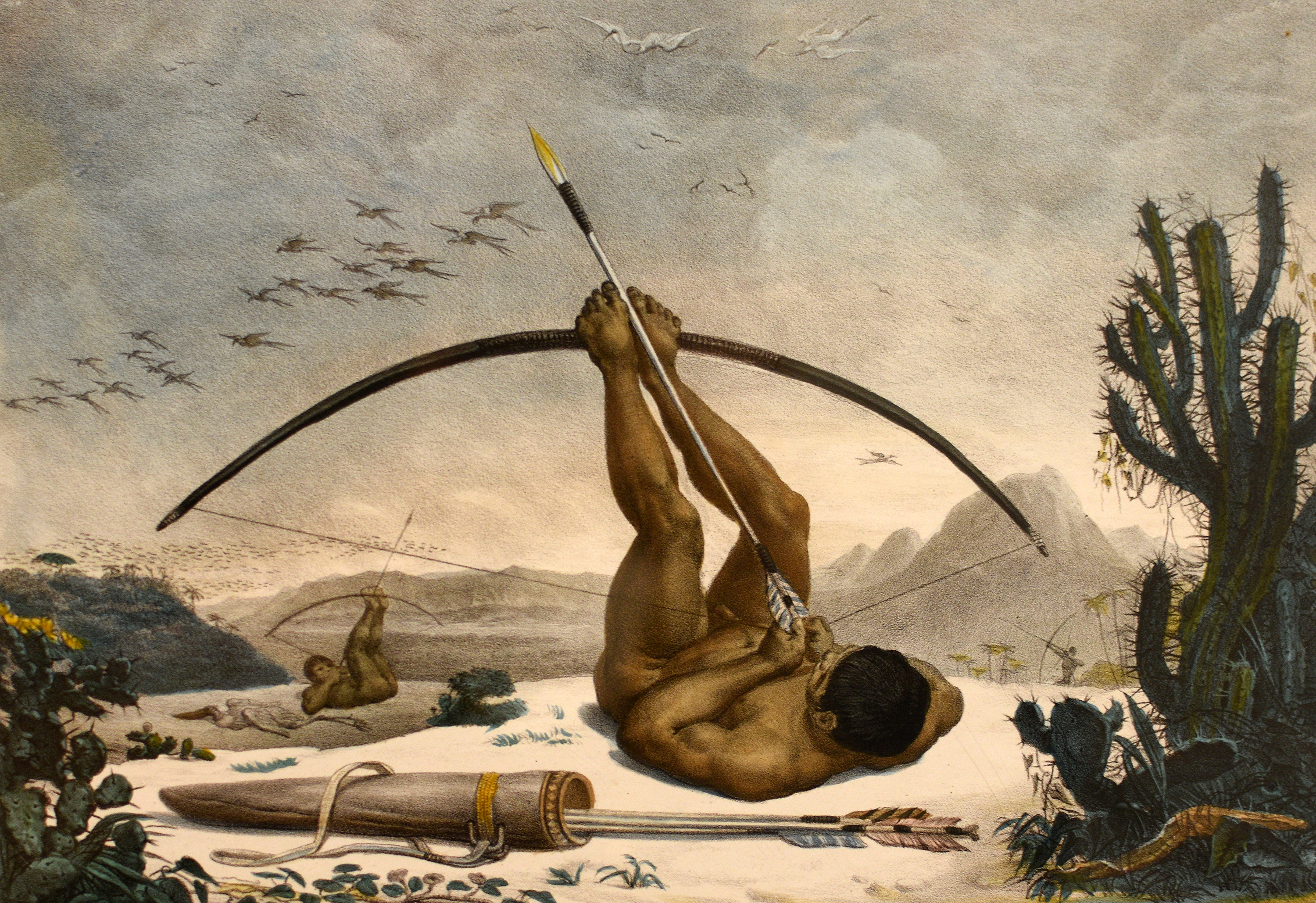
کابوکو، نام اثری است از ژان-باتیست دبره که در سال ۱۸۳۴ میلادی، خلق شد. دِبره بیش از ۱۵ سال را در برزیل زندگی کرد. نقاشی، سه بومی برزیلی را در حین تیراندازی با کمان و در حال شکار نشان می‌دهد.

بومی‌های برزیل گروهی از مردمان بومی کشور برزیل هستند که به اقوامی تعلق دارند که نیاکانشان از دوران پیشاکلمبی در حدود امروزی کشور برزیل به‌سر می‌برده‌اند. شمار بومیان برزیل امروزه نزدیک به ششصد هزار تن است. شمار زیادی از مردم برزیل تبار و ریشه بومی دارند و در سده‌های اخیر با سایر اقوام نظیر آفریقایی‌تبارها و اروپایی‌های ساکن‌شده در برزیل آمیخته‌اند. از این ترکیب میان بومیان و اروپاییان تبار سفید برزیلی به وجود آمده‌است. بومیان برزیل را از سرخپوستان بومی می‌دانند که از زمان پالئوها وارد قاره آمریکا شده و بعد از مدتی ساکن برزیل شده‌اند. تئوری‌های دیگری نیز وجود دارد که بومیان برزیل و آمازون از اقیانوسیه یا آفریقا از طریق دریا وارد شده‌اند و تبار پلی‌نزیایی دارند که نظریه تماس با قاره آمریکا پیش از کریستف کلمب را تأیید می‌کند.